# Кочегаров, Николай Борисович
Николай Борисович Кочега́ров (28 августа 1953, Кандагач, Актюбинская область — 22 июня 2003, Москва) — советский и российский актёр, режиссёр, сценарист.

## Биография
Николай Кочегаров родился 28 августа 1953 года в посёлке Кандагач Актюбинской области Казахской ССР.
Служил в ВДВ в 1971—1973 годах (В/Ч 71363). По словам командира, начинал службу курсантом, до выпуска приказом комполка был назначен командиром отделения с присвоением звания ефрейтор. После выпуска сразу был назначен замкомвзвода. Через 4—5 месяцев был назначен старшиной 1-й батареи.
После увольнения в запас с 1973 по 1975 год работал монтировщиком декораций в Государственном академическом театре имени Евгения Вахтангова. Занимался в театральной студии при МГУ.
В 1978 году окончил актёрский факультет ВГИКа (мастерская А. В. Баталова и Б. А. Бабочкина) и был зачислен в штат Театра-студии киноактёра.
Свою первую роль Кочегаров исполнил в фильме Александра Сокурова «Одинокий голос человека», но в прокат эта лента вышла лишь через девять лет.
На следующий год актёр сыграл в армейской драме «Точка отсчёта» режиссёра Виктора Турова и экранизации пушкинских «Маленьких трагедий» режиссёра Михаила Швейцера.
Затем были роли у Эльдара Рязанова в трагикомедии «О бедном гусаре замолвите слово», комедии Александра Серого «Берегите мужчин», экранизации романа И. А. Гончарова «Обрыв», созданной Владимиром Венгеровым, и многие другие.
В 1989 году ушёл из Театра-студии киноактёра, в дальнейшем работал по договорам.
В 1991 году Николай Кочегаров дебютировал как режиссёр и сценарист фильмом «Опознание».
Среди последних работ Кочегарова роли в сериалах «Оперативный псевдоним», «Слепой». Однако Николай Борисович уже не успел их озвучить, поэтому они озвучены другими актёрами.
Режиссёр сериала «Слепой» Сергей Лялин вспоминал:
Колю я впервые увидел в армии. Я служил в ВДВ и нам в клубе показывали фильм «Точка отсчёта». Он там играл десантника. Он меня поразил. Необыкновенная харизма, сила, пластичность, взгляд… Я даже в чём-то тогда копировал его. Много лет спустя, когда я стал режиссёром и готовился снимать свой дебютный фильм «Слепой», то, подбирая актёров, одним из первых пригласил Колю — познакомиться.
Мы встретились так, как будто знали друг друга давным-давно. Как-то сразу сошлись. Он, конечно, сильно изменился, поседел, но взгляд и голос его были те же. Я ему предложил небольшую роль — полковника ФСБ Соловьёва. Мне нужна была его харизма, его убедительность, его взгляд и голос (в фильме, к сожалению, он озвучен другим артистом). Мы старались насытить довольно плоский сценарий какими-то человеческими чувствами, жизнью. Хотелось сделать персонажей объёмнее.

В эпизоде смерти Соловьёва в сценарии он цитировал Высоцкого: «Нет, ребята, всё не так». Я добавил ему маленькую цитату из старой песни, которую очень люблю: «Как-нибудь… как-нибудь мы сойдёмся в чудесном краю…». Боевой полковник как будто предчувствует близкий конец, и сквозь жёсткую оболочку профессионала прорывается печаль. Он, как самурай перед смертью, шепчет стихи, любуясь цветущей вишней… Я был уверен, что это только первый наш с Колей фильм. Он мне потом после съёмок частенько звонил, беспокоясь, когда же начнется озвучивание… Не случилось. Полковник Соловьёв говорит не его голосом. А я слышу Колю. Вот он останавливается, смотрит куда-то далеко-далеко и почти выпевает, хрипло, надтреснуто, с одышкой… «Мы сойдёмся когда-нибудь вместе… и в чудесном, нездешнем краю… на колени к любимой невесте… каждый… голову скло́нит свою… Как-нибудь… Как-нибудь…».
В последние годы также много снимался в рекламе.
Николай Кочегаров скончался 22 июня 2003 года в Москве от рака лёгкого. Похоронен в Москве на Востряковском кладбище.
В память об актёре режиссёром Сергеем Рахманиным был снят видеоролик.

## Фильмография
- 1978 — «Одинокий голос человека» — эпизод
- 1979 — «Точка отсчёта» — Валентин Воронов
- 1979 — «Маленькие трагедии» — Мефистофель (озвучивание Игорь Ясулович) / один из спутников Лауры / один из пирующих
- 1980 — «О бедном гусаре замолвите слово» — корнет
- 1981 — «Мир вашему дому» — Кобрин
- 1982 — «Предисловие к битве» — Ярыгин
- 1982 — «Берегите мужчин» — Мишель
- 1983 — «Обрыв» — Марк Волохов
- 1983 — «Мы из джаза» — секретарь
- 1984 — «Нам не дано предугадать»
- 1984 — «Дом на дюнах» —
- 1984 — «Мертвые души» — Попов
- 1984 — «Дважды рождённый»
- 1984 — «Михайло Ломоносов» — Лесток
- 1985 — «Нам не дано предугадать»
- 1986 — «Человек, который брал интервью» — Томас, американский консул
- 1986 — «Выкуп» — усатый гангстер
- 1987 — «Цыганка Аза» — Бронек
- 1987 — Уполномочен революцией — Рудзутак
- 1987 — «Подданные революции» — Михаил Николаевич Тухачевский
- 1988 — «Узник замка Иф» — Бошан
- 1988 — «Государственная граница. Фильм 8-й: На дальнем пограничье» — помощник Блейка
- 1988 — «В одной знакомой улице…»
- 1989 — «Лестница» — писатель
- 1989 — «В знак протеста»
- 1990 — «Семья вурдалаков» — Георгий
- 1990 — «Блюстители порока»
- 1991 — «Мумия в наколках»
- 1991 — «Кровь за кровь» — Певцов
- 1991 — «Феофания, рисующая смерть» — отец Агафангел
- 1992 — «Как живёте, караси?» — майор Егоров
- 1992 — «Человек К»
- 1993 — «Опознание» — Борис Отавин
- 1993 — «Конь белый» — Керенский
- 1994 — «Второй»
- 1996 — «Маркиз де Сад» — обвиняемый
- 1996 — «Шельма»
- 1997 — «Сезон охоты» — Алексей, друг Погодина
- 1999 — «Досье детектива Дубровского» — Артист, человек Иринархова
- 1999 —2000 — «Каменская» — Мальков, кандидат в президенты России
- 2001 — «Сыщики (телесериал)» (серия «Оливковое дерево») — Несельроде, официант
- 2002 — «Интересные мужчины» — полковник
- 2003 — «Оперативный псевдоним (телесериал)» (серии 5, 6) — Куракин (Михеев) Михаил Анатольевич (роль озвучил Рогволд Суховерко)
- 2003 — «Евлампия Романова», «Сволочь ненаглядная» — священник Филарет (роль озвучил Владимир Герасимов)
- 2004 — «Слепой» — полковник Соловьёв (роль озвучил Андрей Гриневич)